# イザベリ・フォンタナ
イザベリ・ベルゴッシ・フォンタナ （Isabeli Bergossi Fontana, 1983年7月4日 - ）は、ブラジル・パラナ州クリチバ出身のファッションモデル。イタリア系ブラジル人。身長178センチ。
1996年、わずか13歳でエリートモデルルックの最終選考に残った。その年のうちにミラノへ移り、モデルとしてのキャリアをスタート。1999年、16歳でヴィクトリアズ・シークレットの下着カタログのモデルとなった。21歳以下のモデルとは契約しないポリシーであったヴィクトリアズ・シークレットが、これまでの常識を覆したとして論争を巻き起こした。しかし、イザベリにとってはモデルとして名を知られる契機となり、この騒ぎの後にジャンニ・ヴェルサーチ、ラルフ・ローレン、ヴァレンティノ・ガラヴァーニと契約。スポーツ・イラストレイテッド誌の水着モデル、マリクレール誌、エル誌、ヴォーグ誌の紙面を飾った。
現在も、ブラジル人モデルらしい野性的な魅力は衰えず、ランウェイに欠かせないモデルの一人である。2度の離婚歴があり、2男の母である。